# Distretto di Djamaa
Il distretto di Djamaa è un distretto della provincia di El Oued, in Algeria.

## Comuni
Il distretto di Djamaa comprende 4 comuni:
- Djamaa
- M'Rara
- Sidi Amrane
- Tendla